# Unione Sportiva Avellino 1993-1994
Questa pagina raccoglie le informazioni riguardanti l'Unione Sportiva Avellino nelle competizioni ufficiali della stagione 1993-1994.

## Rosa
| N. |                   | Ruolo | Calciatore                    |
| -- | ----------------- | ----- | ----------------------------- |
|    | Italia (bandiera) | P     | Francesco Intindoli           |
|    | Italia (bandiera) | P     | Giordano Negretti             |
|    | Italia (bandiera) | P     | Paolo Onorati                 |
|    | Italia (bandiera) | D     | Gianfranco Balzano            |
|    | Italia (bandiera) | D     | Roberto Carannante (capitano) |
|    | Italia (bandiera) | D     | Rocco De Marco                |
|    | Italia (bandiera) | D     | Aniello Parisi                |
|    | Italia (bandiera) | D     | Carmine Parlato               |
|    | Italia (bandiera) | D     | Ciro Scognamiglio             |
|    | Italia (bandiera) | D     | Mario Somma                   |
|    | Italia (bandiera) | D     | Gianluca Urciuoli             |
|    | Italia (bandiera) | D     | Gill Voria                    |
|    | Italia (bandiera) | D     | Gianbattista Zanetti          |
|    | Italia (bandiera) | C     | Carlo Andrea Bocchialini      |
|    | Italia (bandiera) | C     | Alfredo Cardinale             |
|    | Italia (bandiera) | C     | Fabio Carsetti                |
|    | Italia (bandiera) | C     | Stefano Dalla Costa           |

| N. |                   | Ruolo | Calciatore                      |
| -- | ----------------- | ----- | ------------------------------- |
|    | Italia (bandiera) | C     | Francesco Fonte (vice capitano) |
|    | Italia (bandiera) | C     | Antonio Marasco                 |
|    | Italia (bandiera) | C     | Vincenzo Riccio                 |
|    | Italia (bandiera) | C     | Francesco Rispoli               |
|    | Italia (bandiera) | C     | Paolo Stringara                 |
|    | Italia (bandiera) | C     | Alberto Urban                   |
|    | Italia (bandiera) | A     | Antonio Barbera                 |
|    | Italia (bandiera) | A     | Salvatore Bertuccelli           |
|    | Italia (bandiera) | A     | Luca Falanga                    |
|    | Italia (bandiera) | A     | Salvatore Fresta                |
|    | Italia (bandiera) | A     | Francesco Libro                 |
|    | Italia (bandiera) | A     | Amerigo Paradiso                |
|    | Italia (bandiera) | A     | Eduardo Raimo                   |
|    | Italia (bandiera) | A     | Stefano Sgambati                |
|    | Italia (bandiera) |       | Tangredi                        |
|    | Italia (bandiera) |       | Volpe                           |

## Risultati

### Campionato

#### Girone di andata
| 12 settembre 1993 1ª giornata | Potenza | 2 – 0 | Avellino |  |

| 19 settembre 1993 2ª giornata | Avellino | 2 – 2 | Siracusa |  |

| 26 settembre 1993 3ª giornata | Casarano | 0 – 0 | Avellino |  |

| 3 ottobre 1993 4ª giornata | Avellino | 0 – 0 | Giarre |  |

| 10 ottobre 1993 5ª giornata | Salernitana | 2 – 1 | Avellino |  |

| 17 ottobre 1993 6ª giornata | Avellino | 0 – 0 | Barletta |  |

| 24 ottobre 1993 7ª giornata | Siena | 1 – 2 | Avellino |  |

| 31 ottobre 1993 8ª giornata | Avellino | 3 – 1 | Leonzio |  |

| 7 novembre 1993 9ª giornata | Juventus Stabia | 0 – 0 | Avellino |  |

| 14 novembre 1993 10ª giornata | Avellino | 0 – 1 | Chieti |  |

| 21 novembre 1993 11ª giornata | Avellino | 2 – 0 | Nola |  |

| 28 novembre 1993 12ª giornata | Reggina | 0 – 0 | Avellino |  |

| 5 dicembre 1993 13ª giornata | Avellino | 2 – 3 | Perugia |  |

| 12 dicembre 1993 14ª giornata | Sambenedettese | 2 – 0 | Avellino |  |

| 19 dicembre 1993 15ª giornata | Ischia Isolaverde | 1 – 0 | Avellino |  |

| 24 dicembre 1993 16ª giornata | Avellino | 1 – 0 | Matera |  |

| 16 gennaio 1994 17ª giornata | Lodigiani | 2 – 0 | Avellino |  |

#### Girone di ritorno
| 23 gennaio 1994 18ª giornata | Avellino | 2 – 0 | Invicta Potenza |  |

| 30 gennaio 1994 19ª giornata | Siracusa | 1 – 0 | Avellino |  |

| 6 febbraio 1994 20ª giornata | Avellino | 3 – 2 | Casarano |  |

| 13 febbraio 1994 21ª giornata | Giarre | 0 – 0 | Avellino |  |

| 20 febbraio 1994 22ª giornata | Avellino | 0 – 1 | Salernitana |  |

| 6 marzo 1994 23ª giornata | Barletta | 4 – 2 | Avellino |  |

| 13 marzo 1994 24ª giornata | Avellino | 1 – 1 | Siena |  |

| 20 marzo 1994 25ª giornata | Leonzio | 0 – 0 | Avellino |  |

| 27 marzo 1994 26ª giornata | Avellino | 0 – 0 | Juventus Stabia |  |

| 10 aprile 1994 27ª giornata | Chieti | 1 – 1 | Avellino |  |

| 17 aprile 1994 28ª giornata | Nola | 1 – 0 | Avellino |  |

| 24 aprile 1994 29ª giornata | Avellino | 0 – 0 | Reggina |  |

| 1º maggio 1994 30ª giornata | Perugia | 0 – 2 | Avellino |  |

| 8 maggio 1994 31ª giornata | Avellino | 3 – 0 | Sambenedettese |  |

| 15 maggio 1994 32ª giornata | Avellino | 1 – 1 | Ischia Isolaverde |  |

| 22 maggio 1994 33ª giornata | Matera | 1 – 1 | Avellino |  |

| 29 maggio 1994 34ª giornata | Avellino | 1 – 0 | Lodigiani |  |